# Appendicula babiensis
Appendicula babiensis är en orkidéart som beskrevs av Johannes Jacobus Smith. Appendicula babiensis ingår i släktet Appendicula och familjen orkidéer. Inga underarter finns listade i Catalogue of Life.